# Copa Expedito Teixeira
La Copa Expedito Teixeira, fue disputada en una sola ocasión en partidos amistosos de ida y vuelta, entre las selecciones de fútbol de Brasil y Chile. Fue realizada en honor a Expedito Teixeira, padre de Ricardo Teixeira, debido a su fallecimiento. El primer partido se jugó el 17 de octubre de 1990 en Santiago, Chile, mientras que el partido de vuelta el 11 de noviembre del mismo año, en Belém, Brasil. 
Esta copa se realizó después del incidente conocido como el «Maracanazo», en el cual se vio involucrada la selección de Chile.
El título fue compartido por ambas escuadras, ya que se dio un empate total en cuanto a puntos, diferencia de goles y tantos anotados y recibidos.

## Partidos
| 17 de octubre de 1990 | Chile | 0:0 (0:0) | Brasil | Estadio Nacional, Santiago de Chile |  |
|                       |       |           |        | Árbitro(s): Enrique Marín           |  |

| 8 de noviembre de 1990 | Brasil | 0:0 (0:0) | Chile | Estadio estatal Jornalista Edgar Augusto Proença, Belém |  |
|                        |        |           |       | Árbitro(s): Luís Carlos Félix                           |  |

## Tabla
| Equipo | Pts | PJ | PG | PE | PP | GF | GC | Dif |
| ------ | --- | -- | -- | -- | -- | -- | -- | --- |
| Brasil | 2   | 2  | 0  | 2  | 0  | 0  | 0  | 0   |
| Chile  | 2   | 2  | 0  | 2  | 0  | 0  | 0  | 0   |

| Brasil · Chile           |
| Campeones BRASIL y CHILE |